# روز جهانی تای چی و چی کونگ

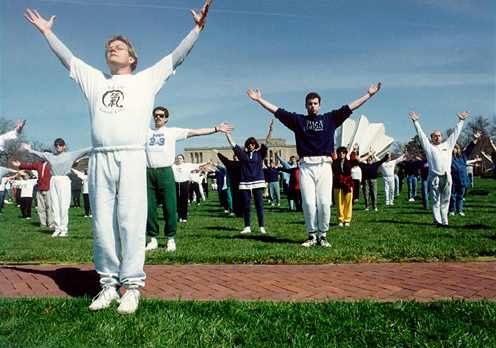
روز جهانی تای چی و چی کونگ

روز جهانی تای چی و چی کونگ (World Taichi and Qikung Day - WTCQD)یک رویداد سالیانه است که از سال ۱۹۹۹ تاکنون، در آخرین شنبه ماه آوریل هر سال و در بیش از هشتاد کشور و صدها شهر جهان، برگزار می‌شود. این رویداد از جزایر سلیمان در جنوب شرق اقیانوسیه آغاز و با گذر از قاره‌های آسیا، آفریقا، اروپا، آمریکای شمالی و جنوبی، در منطقه هاوایی به پایان می‌رسد. برنامه‌های این روز شامل تمرینات عمومی و گروهی تای چی چوان و چی کونگ در شهرهای مختلف و به صورت رایگان می‌باشد.

## اهداف
اهداف روز جهانی تای چی و چی کونگ عبارتند از:
- آموزش جهانی برای راه‌اندازی تحقیقات پزشکی در خصوص مزایای سلامت بخشی تای چی و چی کونگ.
- آگاهی دادن در خصوص افزایش کاربرد این روش درمان کهن چینی در کسب و کار، بهداشت، تعلیم و تربیت، مجازات و بازپروری.
- ایجاد تصویری از همکاری جهانی برای مقاصد سلامتی و درمانگری در فراسوی مرزهای جغرافیایی و سیاسی، ونیز در خواست از تمام مردم دنیا برای پذیرفتن آموزه‌های خردمندانه از دیگر فرهنگ‌های دنیا.
- قدردانی از فرهنگ کشور چین به دلیل عرضه هدیه ارزشمند تای چی و چی کونگ خود به مردم جهان.

## سپاسگزاری
تای چی چوان به عنوان بخشی از هنر رزمی ووشو در سال ۱۳۶۶ هجری شمسی توسط استاد بزرگ حسین داوودی پناه (داداشی) در ایران بنیان‌گذاری شد و هم‌اکنون هزاران علاقه‌مند از سراسر کشور به تمرینات روزانه تای چی چوان و چی کونگ مشغول هستند.